# Paraputo comorensis
Paraputo comorensis är en insektsart som beskrevs av Mamet 1960. Paraputo comorensis ingår i släktet Paraputo och familjen ullsköldlöss.
Artens utbredningsområde är Komorerna. Inga underarter finns listade i Catalogue of Life.